# Lepidochrysops lotana
The Lotana Blue (Lepidochrysops lotana) là một loài bướm ngày thuộc họ Lycaenidae. Nó là loài đặc hữu của Nam Phi, ở đó nó is only known from two localities in the Limpopo Province, miền tây slope of the Ysterberg and from Moria to Serala Forest in the Wolkberg area.
Sải cánh dài 42–44 mm đối với con đực and 42–46 mm đối với con cái. Con trưởng thành bay từ tháng 9 đến đầu tháng 11. Có một lứa một năm.
Ấu trùng có thể ăn Becium grandiflorum.